# Топольніца
Топольніца (словац. Tomášikovo) — село в окрузі  Ґаланта Трнавського краю Словаччини. Площа села 10,47 км². Станом на 31 грудня 2015 року в селі проживало 815 жителів.

## Історія
Перші згадки про село датуються 1307 роком.

## Населення
| Рік:            | 1994. | 2004.   | 2014.   | 2024.    |
| --------------- | ----- | ------- | ------- | -------- |
| Кількість осіб: | 792   | 832     | 816     | 992      |
| Різниця:        |       | +5,05 % | -1,92 % | +21,56 % |

| Рік:            | 2023. | 2024.   |
| --------------- | ----- | ------- |
| Кількість осіб: | 915   | 992     |
| Різниця:        |       | +8,41 % |